# Dhatrigram
Dhatrigram è una suddivisione dell'India, classificata come census town, di 9.609 abitanti, situata nel distretto di Bardhaman, nello stato federato del Bengala Occidentale. In base al numero di abitanti la città rientra nella classe V (da 5.000 a 9.999 persone).

## Geografia fisica
La città è situata a 23° 16' 22 N e 88° 18' 38 E.

## Società

### Evoluzione demografica
Al censimento del 2001 la popolazione di Dhatrigram assommava a 9.609 persone, delle quali 5.033 maschi e 4.576 femmine. I bambini di età inferiore o uguale ai sei anni assommavano a 1.056, dei quali 535 maschi e 521 femmine. Infine, coloro che erano in grado di saper almeno leggere e scrivere erano 6.551, dei quali 3.822 maschi e 2.729 femmine.